# Pannonian Challenge
 Pannonian Challenge, festival urbane kulture i ekstremnog športa u Osijeku, najveće ekstremno-športsko i glazbeno događanje u Hrvatskoj i jugoistočnoj Europi.

## Povijest
BMX i skate scena u Osijeku ima dugu tradiciju. Prisutna još od sredine 80-ih, a stvorili su ju upravo pojedinci koji su pokrenuli i sam Pannonian Challenge. Prvo, neformalno BMX natjecanje tako je održano 1989. godine na području Veslačkog kluba Iktus, ali tada slijedi veliko zatišje koje je posljedica Domovinskog rata. Urbani sportaši su se sredinom 90-ih nastavili okupljati na glavnom trgu, današnjem Trgu Ante Starčevića, dok ponovno nisu otkrili prostor Iktusa, koji je 1997. poslužio i za prvo pravo skate natjecanje. Glavni organizatori tih prvih natjecanja bili su Slaven Getoš, Robert Janz, Daniel Martin Kukučka, Samir Kurtagić, Zdenko Liška pa ih se slobodno može smatrati i osnivačima Pannonian Challengea. Prvo formalnije natjecanje naziva „Tko Prvi Govno Mrvi“ održano 1998., smatra se nultim izdanjem Pannonian Challengea, nakon kojega su se na osječkom Srednjoškolskom igralištu počeli pojavljivati prvi obrisi skate parka. Godinu nakon, održan je prvi službeni Pannonian Challenge. 2013. godine cjelokupan skate park, a samim time i festival, sele na znatno veći prostor na lijevoj obali rijeke Drave, u blizini popularnog gradskog kupališta Copacabana.
Održavao se Warm Up Tour Pannonian Challengea od 2014. do 2016. na kojem su sportaši neformalno prikazivali trikove tzv. jam session, a gradovi domaćini bili su Zagreb, Rijeka, Split, Zadar, Tuzla, Novi Sad i Subotica.

## Šport
2019. pokrenuta je turneja Challenge Tour u sklopu koje će se natjecanja u BMX, skateboardu i inline-u održati u Zagrebu, Varaždinu i Rijeci. Osim što će donijeti dašak atmosfere Pannonian Challengea i biti uvertira za samo natjecanje, na turneji će se moći zaraditi pravo, smještaj i kotizacija sudjelovanja na Pannonian Challengeu. U svakoj disciplini prva tri natjecatelja na svakom natjecanju osvajaju novčane nagrade dok ukupni pobjednik Tour-a osvaja pravo sudjelovanja na Pannonian Challengeu. 2020. godine sva tri izdanja Challenge Toura bit će rangirana kao C1 natjecanje.
Izdanje 2020. je bilo jedini festival ekstremnog sporta odnosno jedino međunarodno natjecanje ekstremnog sporta na svijetu koje se održalo te godine.

### Lista izdanja i pobjednika
| Rang BMX natjecanja 2019. UCI C1 2016. FISE Svjetski BMX kup, odnosno UCI BMX Freestyle Park Svjetski kup | Rang skateboard natjecanja | Rang inline natjecanja |

Legenda
██ pokazna disciplina
* broj natjecatelja po disciplini je ukupan, odnosno uključuje i "pro" natjecatelje

#### Muškarci
| Broj * natjecatelja | Broj * natjecatelja | Broj * natjecatelja | Broj * natjecatelja | Izdanje | Pobjednici           | Pobjednici           | Pobjednici                        | Pobjednici           | Pobjednici           | Pobjednici             | Pobjednici           | Pobjednici           |
| Broj * natjecatelja | Broj * natjecatelja | Broj * natjecatelja | Broj * natjecatelja | Izdanje | BMX                  | BMX                  | Skateboard                        | Skateboard           | Inline               | Inline                 | Romobil (Scooter)    | Romobil (Scooter)    |
| BMX (Pro)           | Skb (Pro)           | Inl (Pro)           | Rmb (Pro)           | Izdanje | Profesionalci        | Amateri              | Profesionalci                     | Amateri              | Profesionalci        | Amateri                | Profesionalci        | Amateri              |
| ------------------- | ------------------- | ------------------- | ------------------- | ------- | -------------------- | -------------------- | --------------------------------- | -------------------- | -------------------- | ---------------------- | -------------------- | -------------------- |
| svi (Pro)           | svi (Pro)           | svi (Pro)           | svi (Pro)           | 2020.   | Nepoznata kratica »« | Nepoznata kratica »« | Nepoznata kratica »«              | Nepoznata kratica »« | Nepoznata kratica »« | Nepoznata kratica »«   | Nepoznata kratica »« | Nepoznata kratica »« |
|                     |                     |                     |                     | 2019.   | Logan Martin         | Jaka Remec           | Chris Khan                        | Adrian Josipović     | Joe Atkinson         | Jan Gašparič           | Nepoznata kratica »« | —                    |
|                     |                     |                     | •                   | 2018.   | Iyek Rizaev          | Jan Broza            | Timotej Lampe Ignjić              | Petar Spiedlick      | Jacob Juul           | Matija Kunštek         |                      |                      |
|                     |                     |                     | •                   | 2017.   | Logan Martin         | Jaka Remec           | Lucas Alves                       | Toni Despot          | Roman Abrate         | Valentin Moise         |                      |                      |
|                     |                     |                     | •                   | 2016.   | Logan Martin         | Jakub Nemec          | Tomislav Vranić                   | Boris Čolović        | Matija Kunštek       | Nepoznata kratica »«   |                      |                      |
|                     |                     |                     | •                   | 2015.   | Konstantin Andreev   | Ernests Zebolds      | Danilo Pisanjuk                   | Marino Mazarekić     | Joe Atkinson         | Moaci Lopes dos Santos |                      |                      |
|                     |                     |                     | •                   | 2014.   | Daniel Dhers         | Jakov Petrinec       | Antonio Peković                   | Marino Mazarekić     | —                    | László Fazekas         |                      |                      |
|                     |                     |                     | •                   | 2013.   | Daniel Dhers         | Csepel Cservenák     | Zsolt Karkossiák                  | Antonio Peković      | Diego Guilloud       | Jan Fehlmann           |                      |                      |
|                     |                     |                     | •                   | 2012.   | Daniel Dhers         | Dino Džepina         | Timotej Lampe Ignjić              | Mihailo Prostran     | Diego Guilloud       | Luka Vešner            |                      |                      |
|                     |                     |                     | •                   | 2011.   | Daniel Dhers         | Ákos Németh          | Tomas Vintr                       | Mihailo Prostran     | Tin Hadžiomerspahić  | David Prajz            |                      |                      |
|                     |                     |                     | •                   | 2010.   | Daniel Dhers         | Ivan Srbiš           | Zsolt Karkossiák                  | Mihailo Prostran     | Tin Hadžiomerspahić  | David Adamek           |                      |                      |
|                     |                     |                     | •                   | 2009.   | Balázs Ivánfi        | Milan Bogdan         | Killian Heuberger                 | Mihailo Prostran     | Tin Hadžiomerspahić  | Ivan Grgić             |                      |                      |
|                     |                     |                     | •                   | 2008.   | Igor Vukadinović     | ——                   | Vladimir Vidaković                | Mihailo Prostran     | Dominik Wagner       | ——                     |                      |                      |
|                     |                     | •                   | •                   | 2007.   | Igor Vukadinović     | ——                   | Tomislav Grandelik                | ——                   | ——                   | ——                     |                      |                      |
| •                   |                     | •                   | •                   | 2006.   | —                    | ——                   | Krunoslav Dundović Boris Petkovič | ——                   | ——                   | ——                     |                      |                      |
|                     |                     | •                   | •                   | 2005.   | Tobias Wicke         | ——                   | Tomas Šantl                       | ——                   | ——                   | ——                     |                      |                      |
| •                   |                     | •                   | •                   | 2004.   | —                    | ——                   | Krunoslav Dundović Boris Petkovič | ——                   | ——                   | ——                     |                      |                      |
|                     |                     |                     | •                   | 2003.   | Ben Shenker          | ——                   | Miro Petković                     | ——                   | ——                   | ——                     |                      |                      |
| •                   |                     | •                   | •                   | 2002.   | ——                   | ——                   | Filip Vrhovec                     | ?                    | ——                   | ——                     |                      |                      |
| •                   |                     | •                   | •                   | 2001.   | ——                   | ——                   | Daniel Kardaš                     | ——                   | ——                   | ——                     |                      |                      |
| •                   |                     | •                   | •                   | 2000.   | ——                   | ——                   | Samir Kurtagić                    | ——                   | ——                   | ——                     |                      |                      |
| •                   |                     | •                   | •                   | 1999.   | ——                   | ——                   | Marko Knežević                    | ——                   | ——                   | ——                     |                      |                      |

| BMX  | Pobjede | Pobjede | Pobjede | Pobjede |
| BMX  | Σ       | Pro     | Ama     |         |
| ---- | ------- | ------- | ------- | ------- |
| [[]] |         |         |         |         |

| Skateboard | Pobjede | Pobjede | Pobjede | Pobjede |
| Skateboard | Σ       | Pro     | Ama     |         |
| ---------- | ------- | ------- | ------- | ------- |
| [[]]       |         |         |         |         |

| Inline | Pobjede | Pobjede | Pobjede | Pobjede |
| Inline | Σ       | Pro     | Ama     |         |
| ------ | ------- | ------- | ------- | ------- |
| [[]]   |         |         |         |         |

#### Žene
|   | 2019.      | Lara Marie Lessmann |
| • | 2017.-'18. | —                   |
|   | 2016.      | Lara Marie Lessmann |

#### Svjetski kup detaljno
BMX
| Izdanje | Broj biciklist(ic)a | Broj biciklist(ic)a | Pobjednik            | Pobjednik | # 2                  | # 3                  | Pobjednica           | Pobjednica | # 2                  | # 3                  |
| ------- | ------------------- | ------------------- | -------------------- | --------- | -------------------- | -------------------- | -------------------- | ---------- | -------------------- | -------------------- |
| Izdanje | M                   | Ž                   | Biciklist            | MP [bod]  | # 2                  | # 3                  | Biciklistica         | MP [bod]   | # 2                  | # 3                  |
| 2020.   |                     |                     | Nepoznata kratica »« | +,        | Nepoznata kratica »« | Nepoznata kratica »« | Nepoznata kratica »« | +,         | Nepoznata kratica »« | Nepoznata kratica »« |
| 2016.   |                     |                     | Logan Martin         | +1,67     | Daniel Dhers         | Joshua Perry         | Lara Marie Lessmann  | +3,67      | Cory Coffey          | Valeri Steffe        |

### Challenge Tour
Gradovi domaćini navedeni su po redu održavanja natjecanja.
- 2021. Pula, Rijeka, Slavonski Brod, Zagreb, Varaždin[15]
- 2020. Zagreb, Rijeka, Varaždin[16]
- 2019. Zagreb, Varaždin, Rijeka[17]

## Urbana kultura
action sport fotografije, break dance (b-boying, locking, popping i hip-hop dance), grafiti, Pannonian tramvaj...

## Ostalo
Pannonian Challenge je iznjedrio ponajbolje stručnjake u svijetu BMX-a. Tome svjedoči činjenica da je osječka petorka Igor Vukadinović, poznatiji kao Poki, Zdenko Liška, Marko Karalić, Edvard Peroli i Adrian Javor kreirala skate park na Olimpijskim igrama 2021., povijesnim za BMX i skateboard jer su se po prvi puta održale BMX i skate discipline. Igor je uz to još bio i dio sudačke petorke na tim OI. Japanci su ih angažirali ponukani izdanjem osječkog skate parka, kao jednog od najboljih u svijetu. Time je Pannonian Challenge indirektno dosegao svjetsko priznanje.

## Vanjske poveznice
- Službena stranica